# Desviación geodésica
En la relatividad general, si dos objetos se ponen en movimiento en dos trayectorias inicialmente paralelas, la presencia de una fuerza de marea gravitatoria hará que las trayectorias se curven, alejándose o acercándose entre sí, produciendo una aceleración relativa entre los objetos.
Matemáticamente, la fuerza de marea en la relatividad general se describe mediante el tensor de curvatura, y la trayectoria de un objeto únicamente bajo la influencia de la gravedad se denomina línea geodésica. La ecuación de la desviación geodésica relaciona el tensor de curvatura de Riemann con la aceleración relativa de dos geodésicas vecinas. En geometría diferencial, la ecuación de la desviación geodésica se conoce más comúnmente como ecuación de Jacobi.

## Definición matemática
Para cuantificar la desviación geodésica, se comienza configurando una familia de geodésicas estrechamente espaciadas indexadas por una variable continua s y caracterizadas por un parámetro afín τ. Es decir, para cada s fija, la curva barrida por γs(τ) a medida que τ varía es una geodésica. Al considerar la geodésica de un objeto masivo, a menudo es conveniente elegir τ como el tiempo propio del objeto. Si xμ(s, τ) son las coordenadas de la geodésica γs(τ), entonces el vector tangente de esta geodésica es
{\displaystyle T^{\mu }={\frac {\partial x^{\mu }(s,\tau )}{\partial \tau }}.}
Si τ es el tiempo propio, entonces Tμ es la cuadrivelocidad del objeto que se desplaza a lo largo de la geodésica.
También se puede definir un vector de desviación, que es el desplazamiento de dos objetos que viajan en dos geodésicas infinitesimalmente separadas:
{\displaystyle X^{\mu }={\frac {\partial x^{\mu }(s,\tau )}{\partial s}}.}
La aceleración relativa Aμ de los dos objetos se define, aproximadamente, como la segunda derivada del vector de separación Xμ a medida que los objetos avanzan en sus respectivas geodésicas. Específicamente, Aμ se encuentra tomando la dirección según la derivada covariante de X en T dos veces:
{\displaystyle A^{\mu }=T^{\alpha }\nabla _{\alpha }\left(T^{\beta }\nabla _{\beta }X^{\mu }\right).}
La ecuación de la desviación geodésica relaciona Aμ, Tμ, Xμ y el tensor de Riemann Rμνρσ:
{\displaystyle A^{\mu }={R^{\mu }}_{\nu \rho \sigma }T^{\nu }T^{\rho }X^{\sigma }.}
Una notación alternativa para la derivada covariante direccional {\displaystyle T^{\alpha }\nabla _{\alpha }} es {\displaystyle D/d\tau }, por lo que la ecuación de la desviación geodésica también se puede escribir como
{\displaystyle {\frac {D^{2}X^{\mu }}{d\tau ^{2}}}={R^{\mu }}_{\nu \rho \sigma }T^{\nu }T^{\rho }X^{\sigma }.}
La ecuación de la desviación geodésica se puede deducir de la segunda variación de la lagrangiana de una partícula puntual en las geodésicas, o de la primera variación combinada de una lagrangiana. El enfoque lagrangiano tiene dos ventajas. Primero, permite aplicar varios enfoques formales de cuantización al sistema de la desviación geodésica. En segundo lugar, permite formular la desviación para objetos en situaciones mucho más generales que las trayectorias geodésicas (cualquier sistema dinámico que tenga un momento indexado de un espacio-tiempo puede tener una generalización correspondiente de la desviación geodésica).

## Límite de campo débil
La conexión entre la desviación geodésica y la aceleración vinculada al efecto de marea gravitatoria se puede ver más explícitamente al examinar la desviación geodésica en el límite del campo débil, donde la métrica es aproximadamente de Minkowski, y se supone que las velocidades de las partículas de prueba son mucho menores que c. Entonces, el vector tangente Tμ es aproximadamente (1, 0, 0, 0); es decir, solo la componente temporal es distinta de cero.
Las componentes espaciales de la aceleración relativa vienen dadas por
{\displaystyle A^{i}={R^{i}}_{0j0}X^{j},}
donde i y j recorren solo los índices espaciales 1, 2 y 3.
En el caso particular de una métrica correspondiente al potencial newtoniano Φ(x, y, z) de un objeto masivo en x = y = z = 0, se tiene que
{\displaystyle {R^{i}}_{0j0}=-{\frac {\partial ^{2}\Phi }{\partial x^{i}\partial x^{j}}},}
que es el tensor de marea del potencial newtoniano.